# 안위안선
안위안선(중국어 정체자: 安原申, 병음: Ān Yuánshēn, 한자음: 안원신, Andrew Shen, 1998년 11월 30일 ~ )은 대만의 배우이다.

## 영화
- 유어 러브 송